# Copestylum scutellatum
Copestylum scutellatum är en tvåvingeart som först beskrevs av Macquart 1842.  Copestylum scutellatum ingår i släktet Copestylum och familjen blomflugor. Inga underarter finns listade i Catalogue of Life.